# IC 2543/2
IC 2543/2 је галаксија у сазвијежђу Мали лав која се налази на листи објеката дубоког неба у Индекс каталогу.
Деклинација објекта је + 37° 50' 39" а ректасцензија 10h 8m 23,8s. Привидна величина (магнитуда) објекта IC 2543 износи 15,5 а фотографска магнитуда 16,5. IC 25432 је још познат и под ознакама CGCG 182-77.